# Cantone di Mur-de-Barrez
Il Cantone di Mur-de-Barrez era una divisione amministrativa dell'arrondissement di Rodez.
A seguito della riforma approvata con decreto del 21 febbraio 2014, che ha avuto attuazione dopo le elezioni dipartimentali del 2015, è stato soppresso.

## Composizione
Comprendeva i comuni di:
- Brommat
- Lacroix-Barrez
- Mur-de-Barrez
- Murols
- Taussac
- Thérondels